# Cabourons du Kamouraska
Les cabourons du Kamouraska sont une série de monadnocks situés au nord-est de la région naturelle de la Côte-du-Sud, au Québec (Canada). Ils se caractérisent par leur aspect arrondi et en partie dénudé de végétation. Témoins d'une histoire géologique remontant à la période post-glaciaire, ils constituent une signature paysagère distinctive du Kamouraska.

## Toponymie
L'origine du nom « cabouron », courant partout au Québec jusque dans les années 1970, est possiblement française. Dans la région du Kamouraska, d'autres variantes comme caburon ou gaburon ont aussi été utilisées dans le passé. Ces termes pourraient être dérivés de « caboche » ou « cabochon », en référence à la forme arrondie de ces reliefs.

## Géographie

### Localisation
Les cabourons se trouvent dans un corridor d'une dizaine de kilomètres de large le long du fleuve Saint-Laurent, principalement dans la municipalité régionale de comté du Kamouraska, mais également dans L'Islet. Ils sont particulièrement visibles à Saint-André-de-Kamouraska et dans les environs de La Pocatière. Grâce aux sentiers aménagés sur certains d'entre eux, ils offrent une vue panoramique sur les basses-terres du Saint-Laurent, le fleuve, ses îles et même les montagnes de Charlevoix.

### Géologie

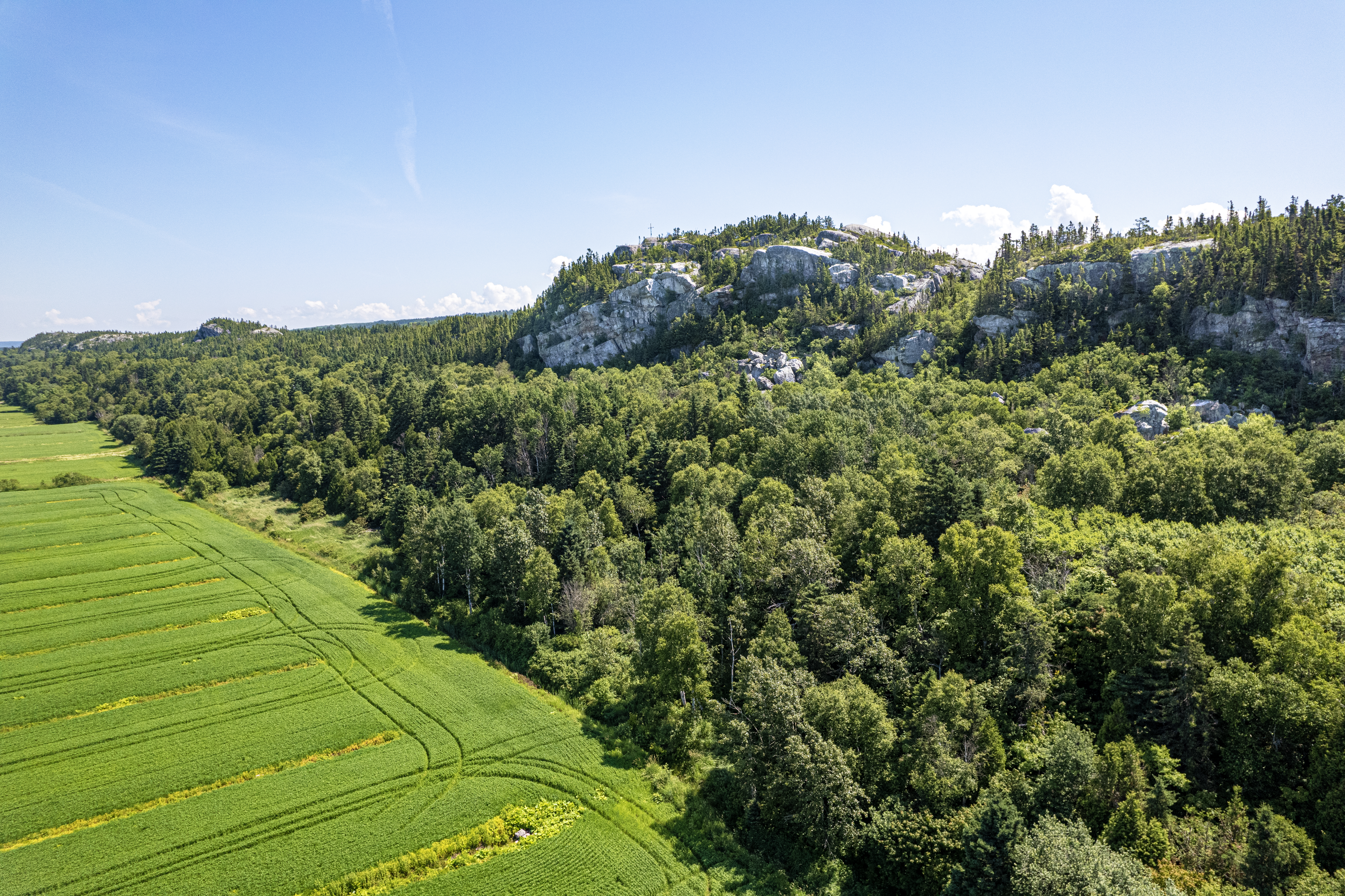
Des cabourons à Saint-André-de-Kamouraska.

Principalement formés de quartzite et de grès, leur dureté supérieure aurait permis une résistance à l'érosion fluvioglaciaire. Ils formaient des îles à l'époque de la mer de Goldthwait. Les cabourons appartiennent à la chaîne des Appalaches.
Les îles de Kamouraska et les Pèlerins, deux archipels du Kamouraska, ont des formes similaires aux cabourons (taille arrondie, aspect dénudé, etc.). Néanmoins, composées de schistes argileux et ardoisiers, elles ne partagent pas la même géologie.

### Écologie
Les cabourons abritent une flore et une faune spécifiques. On y retrouve des plantes nordiques comme la linaigrette, le thé du Labrador et les fleurs de mai, dont les semences auraient été charriées par les glaciers. Certaines forêts de pins gris et d'épinettes, soumises aux vents et aux conditions climatiques difficiles, ont évolué sous forme de bonzaïs naturels. Ces reliefs sont aussi des habitats pour plusieurs espèces d’oiseaux de proie et une petite faune diversifiée. Certains cabourons renferment même des lacs en voie de tourbiérisation. Les pins gris, peu communs sur la rive sud du Saint-Laurent, sont retrouvés sur les cabourons grâce à leur capacité à se régénérer sans incendie. En temps normal, les cônes de pins gris nécessitent une très forte chaleur (> 50 °C) pour libérer leurs graines, alors que les cônes des populations retrouvées sur les cabourons s’ouvrent une fois rendus à maturité.

### Liste des cabourons

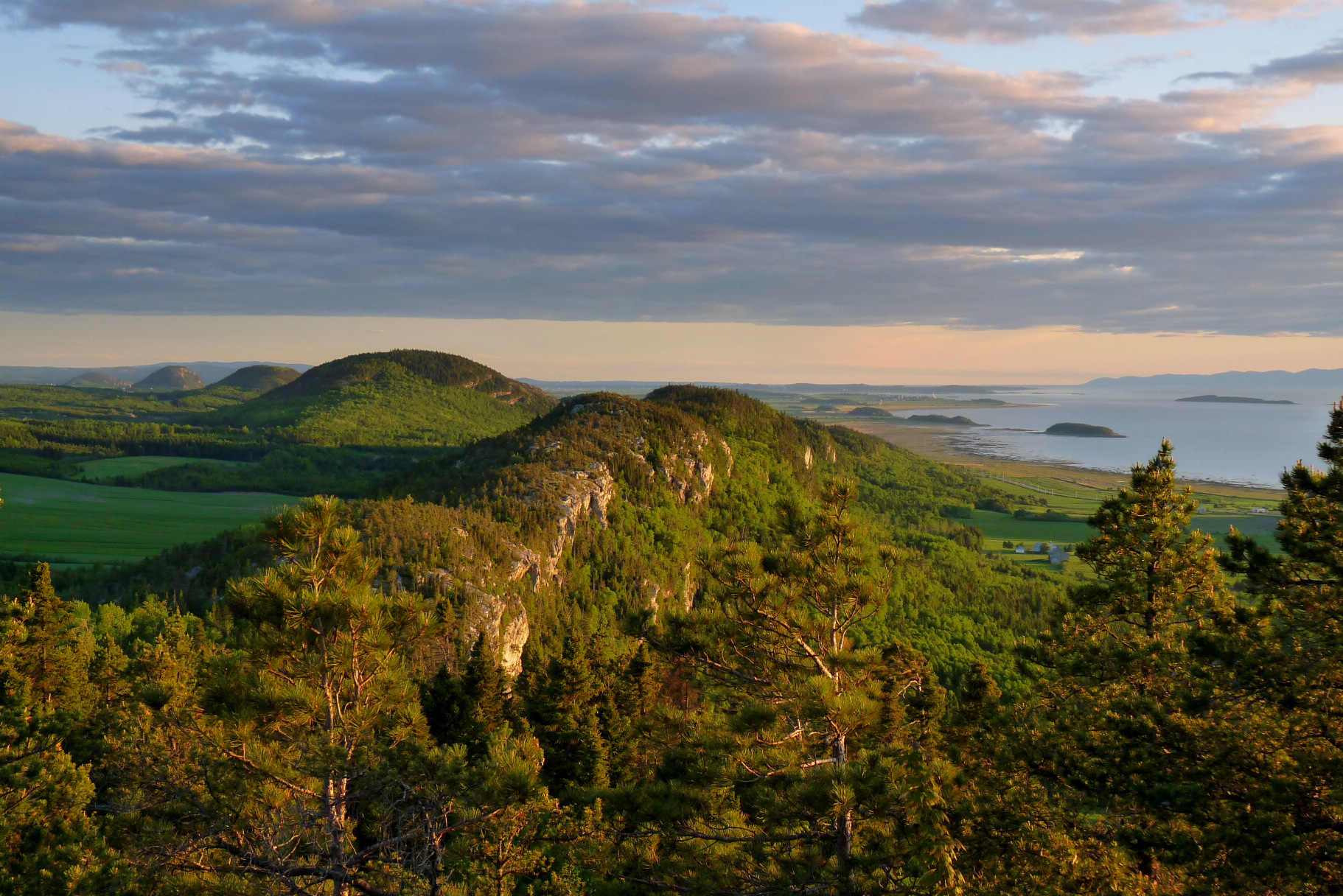
Vue vers l'ouest à partir du sommet des collines dominant le fleuve Saint-Laurent à la hauteur de Saint-André-de-Kamouraska.

Au Kamouraska, la plupart des cabourons portent le générique de « montagne », certains de « rocher ». Dans L'Islet, le terme « coteau » est employé.
| Nom                       | Altitude | Localisation                | Coordonnées                  |
| ------------------------- | -------- | --------------------------- | ---------------------------- |
| Le Pain de Sucre          | -        | Kamouraska                  | 47° 30′ 39″ N, 69° 51′ 05″ O |
| Montagne de l'Embarras    | -        | Kamouraska                  | 47° 32′ 21″ N, 69° 50′ 22″ O |
| Montagne à Plourde        | -        | Kamouraska                  | 47° 33′ 54″ N, 69° 47′ 55″ O |
| Rocher de Cristal         | -        | Kamouraska                  | 47° 33′ 26″ N, 69° 50′ 05″ O |
| Montagne du Collège       | -        | La Pocatière                | 47° 21′ 47″ N, 70° 02′ 48″ O |
| Montagne de l'Ours        | -        | La Pocatière                | 47° 21′ 28″ N, 70° 03′ 42″ O |
| Montagne Mississipi       | 180 m    | Saint-André-de-Kamouraska   | 47° 38′ 34″ N, 69° 44′ 32″ O |
| La Grosse Montagne        | 115 m    | Saint-André-de-Kamouraska   | 47° 41′ 49″ N, 69° 41′ 53″ O |
| Montagne Pointue          | -        | Sainte-Anne-de-la-Pocatière | 47° 20′ 45″ N, 70° 03′ 56″ O |
| Montagne Ronde            | -        | Sainte-Anne-de-la-Pocatière | 47° 20′ 27″ N, 70° 03′ 56″ O |
| Montagne Thiboutot        | -        | Sainte-Anne-de-la-Pocatière | 47° 22′ 41″ N, 69° 58′ 49″ O |
| Montagne des Marais       | -        | Sainte-Anne-de-la-Pocatière | 47° 18′ 34″ N, 70° 02′ 41″ O |
| Montagne du Petit Rang    | -        | Sainte-Anne-de-la-Pocatière | 47° 21′ 53″ N, 70° 00′ 06″ O |
| Montagne Pinguet          | 475 m    | Saint-Damase-de-L'Islet     | 47° 15′ 16″ N, 70° 03′ 41″ O |
| Recul-à-Rankin            | 190 m    | Saint-Germain-de-Kamouraska | 47° 37′ 25″ N, 69° 45′ 31″ O |
| Cabouron de Saint-Germain | 170 m    | Saint-Germain-de-Kamouraska | 47° 36′ 04″ N, 69° 46′ 38″ O |
| Coteau à Isaïe            | 90 m     | Sainte-Louise               | 47° 17′ 44″ N, 70° 05′ 57″ O |
| Coteau Blanc              | 380 m    | Sainte-Louise               | 47° 16′ 30″ N, 70° 04′ 15″ O |
| Coteau Fagot              | 150 m    | Sainte-Louise               | 47° 19′ 01″ N, 70° 02′ 59″ O |
| Coteau Pelé               | 315 m    | Sainte-Louise               | 47° 17′ 47″ N, 70° 02′ 37″ O |
| Montagne l'Escalier       | -        | Saint-Pacôme                | 47° 23′ 54″ N, 69° 55′ 40″ O |
| Le Rocher                 | -        | Saint-Pacôme                | 47° 24′ 43″ N, 69° 57′ 49″ O |
| Rocher des Sœurs          | -        | Saint-Pascal                | 47° 31′ 54″ N, 69° 48′ 27″ O |
| Montagne à Coton          | 137 m    | Saint-Pascal                | 47° 32′ 15″ N, 69° 48′ 44″ O |
| Montagne à Télesphore     | -        | Saint-Philippe-de-Néri      | 47° 29′ 11″ N, 69° 51′ 36″ O |
| Montagne du Nord          | -        | Saint-Philippe-de-Néri      | 47° 28′ 40″ N, 69° 52′ 51″ O |
| Montagne Pelée            | -        | Saint-Philippe-de-Néri      | 47° 25′ 58″ N, 69° 54′ 17″ O |
| Rocher du Nord            | -        | Saint-Philippe-de-Néri      | 47° 28′ 10″ N, 69° 54′ 00″ O |

## Histoire

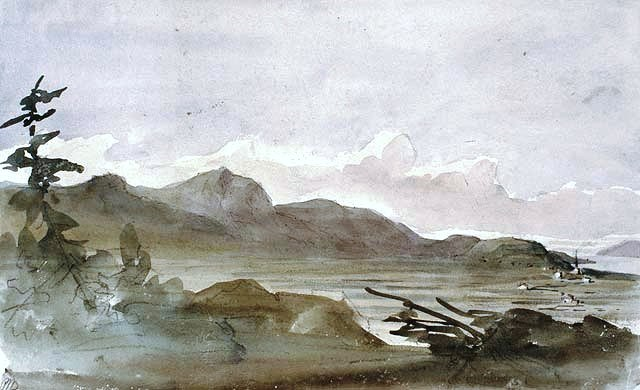
Peinture de Philip John Bainbrigge vers 1840.

En 1994, un projet d’installation d’une tour de communication cellulaire par Cantel menace le sommet de la principale montagne au sud du rang Mississipi à Saint-Germain-de-Kamouraska. Face à cette menace, Roméo Bouchard et un groupe de citoyens se mobilisent et fondent la Société des Cabourons du Mississipi afin de préserver cet espace naturel. L’organisation réussit à acquérir 115 arpents de terrain pour en assurer la protection et la mise en valeur. Un sentier y est aménagé et, avec le temps, devient l’un des plus fréquentés du Québec, été comme hiver. Cette mobilisation permet aussi de réhabiliter l’usage du terme québécois « cabouron », désignant ces collines isolées, et marque le début d’une prise de conscience plus large sur la préservation de ces milieux face aux pressions immobilières et industrielles.
Certains cabourons de faible dimension, en milieu urbain ou agricole, ont été nivelés ou sont menacés de l'être pour maximiser la surface utile. Le 24 novembre 2010, la MRC de Kamouraska adopte un règlement prohibant la création de nouvelles carrières à des fins commerciales ou industrielles sur le territoire des cabourons. Situés majoritairement sur des terrains privés, leur protection reste cependant fragile.
En 2023, la municipalité de Saint-Germain-de-Kamouraska adopte une résolution demandant l'obtention d'un statut légal pour les cabourons du Kamouraska. La désignation de « paysage culturel patrimonial », octroyée par le gouvernement québécois, est mentionnée comme statut possible.

## Activités

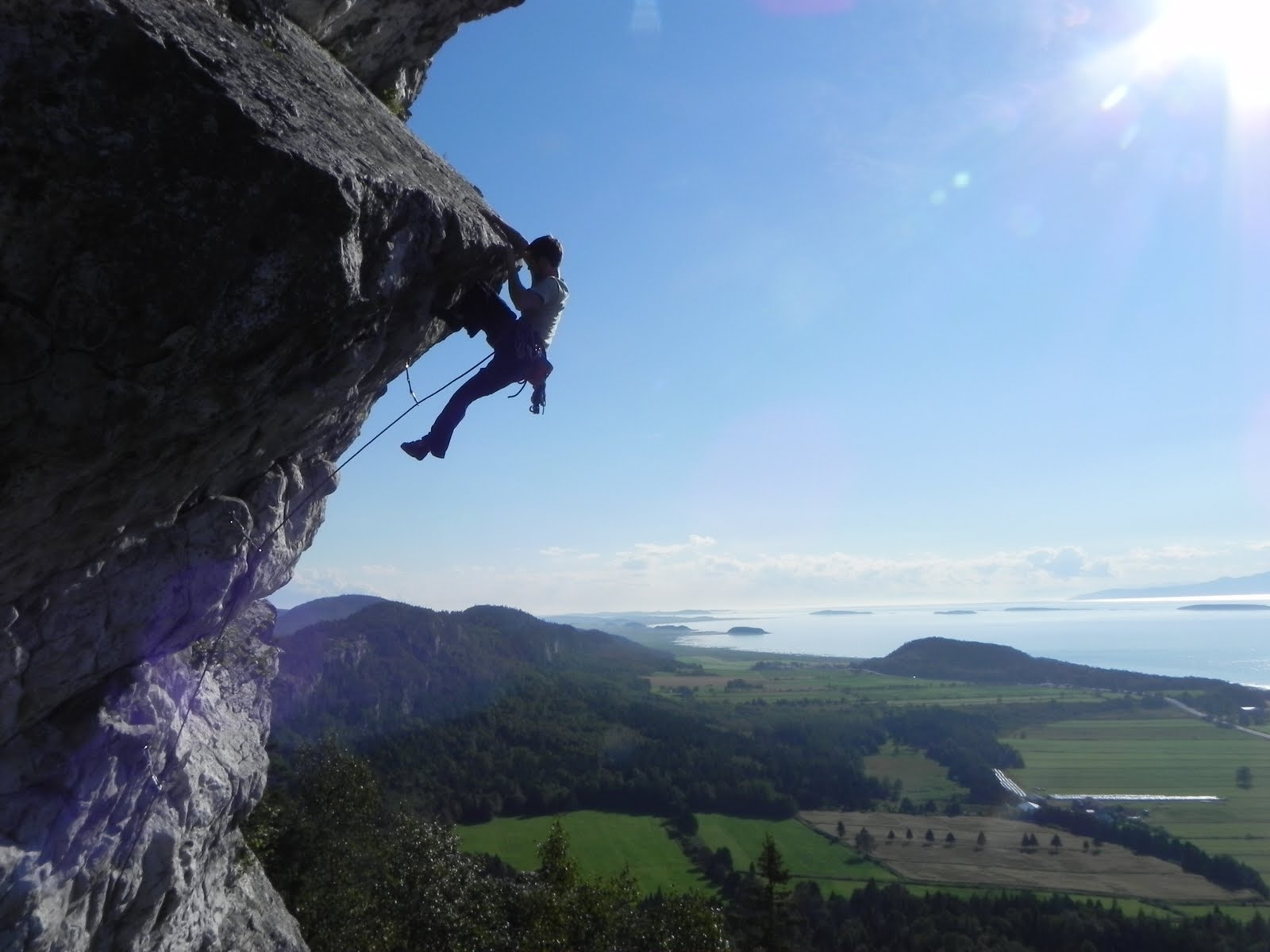
Escalade de la voie « Moby Dick » dans l'amphithéâtre de la Montagne Mississipi.

Le cabouron de Saint-Germain, la montagne à Coton et le coteau Blanc sont traversés par des sentiers pédestres accessibles gratuitement.
Quatre sites sont identifiés par la Fédération québécoise de la montagne et de l'escalade pour la pratique de l'escalade : les falaises de Saint-André,, la montagne du Collège, la montagne Thiboutot et la montagne à Coton.